# Seguidilla

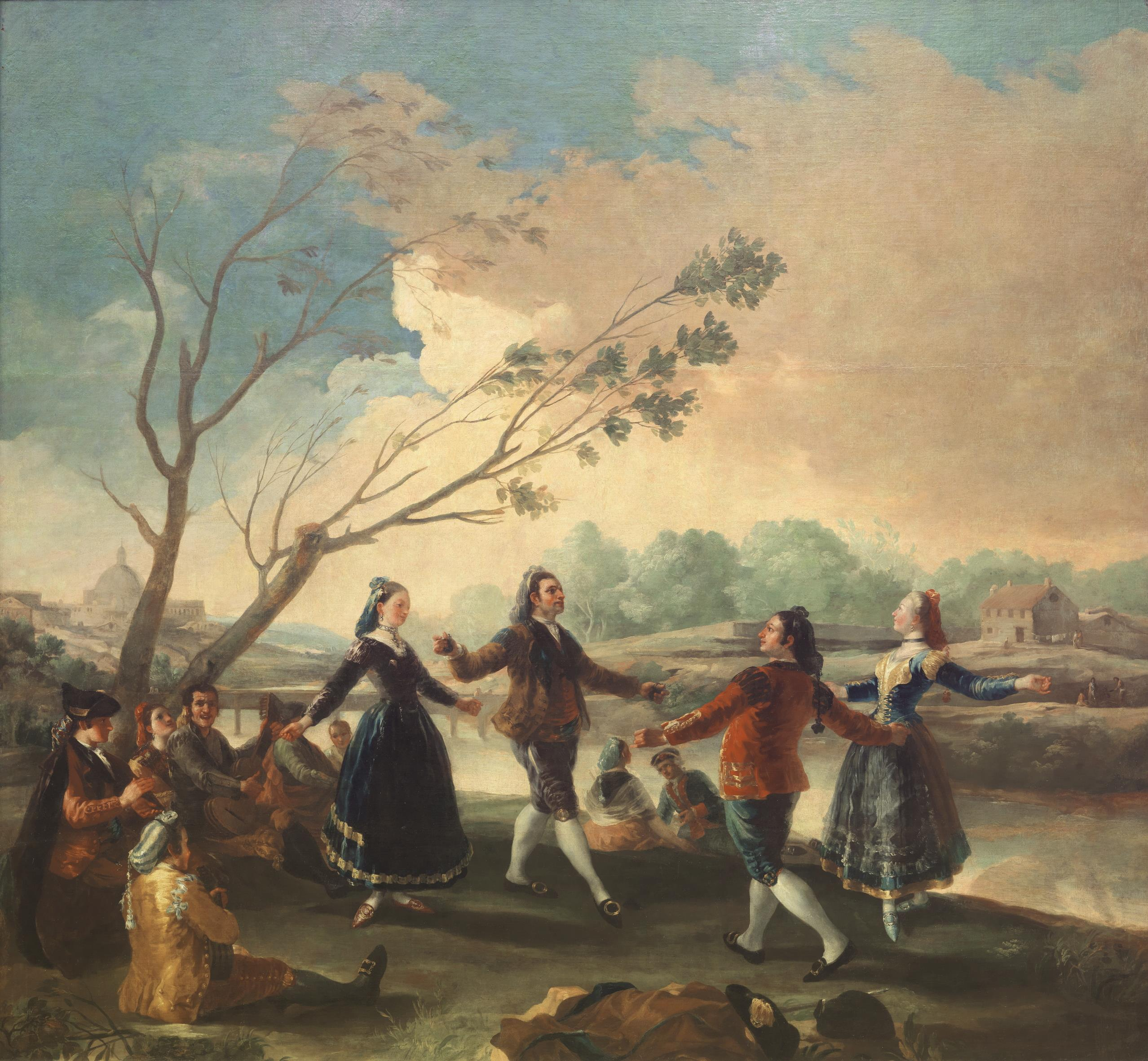
El baile a orillas del Manzanares, de Francisco de Goya. Representació d'una escena popular de majos y majas ballant seguidilles a Madrid.

La seguidilla, un dels balls clàssics de l'escola bolera, és una dansa popular suposadament apareguda a la zona de la Manxa cap al segle xvi-xvii.

## Origen i denominació
A poc a poc s'estén pels regnes d'Espanya i va prenent l'estil i la idiosincràsia de cada zona. A Olot hi ha documentades les seguidilles l'any 1636 durant les festes del Tura. La denominació seguidilla, però, apareix per primer cop en el Guzmán de Alfarache de Mateo Alemán (1599), qui afirma que «las seguidillas arrinconaron a la zarabanda». El mot català, per tant té origen castellà i fa referència a una composició mètrica que consta de quatre o set versos de set i cinc síl·labes i a la tonada i dansa populars, de ritme corresponent a la dita composició mètrica.
A l'àmbit cultural dels Països Catalans encara hi ha nombrosos exemples d'aquest ball al País Valencià. Com a fet popular que és ha originat diversos noms: seguerilles, seriguilles, segarilles (a Tàrbena), seguedilles, seguidilles arromangades i seguidilles planes (a Llucena), parrandes (a Biar), copeos…

## Cançoner
A ballar segadilles 
a mi ningú em guanya 
perquè me les ha ensenyades 
d'una gitana.
(Popular de Tàrbena)
Estes seguidilletes 
qui les ha tretes?
La filla de l'alcalde
que té pessetes.
(Popular de Carlet, Carcaixent, Benimantell)
Seguedilles manxegues 
qui les ha tretes?
La filla de l'alcalde 
que té pessetes.
(Popular de Llucena) 
Seguidilles manxegues, 
arròs de llebre,
[...]
baix del pessebre.
(Popular d'Atzeneta del Maestrat)
Seguidilles carcaixentines 
són les que cante.
Seguidilles carcaixentines 
són les que balle.
Seguidilles carcaixentines
eixeim al rogle.
(Popular de Carcaixent)
Seguidilles murcianes 
qui les ha tretes?
El retor d'Alfafara
que té pessetes.
El retor d'Alfafara
porta sotanes
i per baix li s'assomen 
les lligacames.
(Popular d'Agres)
Seguidilles de Nules
qui les ha tretes?
La filla de l'alcalde
que té pessetes.
(Popular de Nules)
Seguidilles murcianes 
qui les ha tretes? 
La xica de l'alcalde 
que té pessetes.
El retor de Bollulla 
té una pistola 
i acaça les xiques 
en camisola.
(Popular d'Altea)
Seguidilles de l'oli
qui les ha tretes?
La xica de l'alcalde
que té pessetes.
(Popular de les Useres)

## El ball
És un ball molt estès a la meitat sud d'Espanya (sobretot a Andalusia, Múrcia, la Manxa i les Canàries), zones on ha adoptat diversos noms i estils: manchegas, pardicas, parrandes, poblatas, saltonas, sevillanes, toreras, torrás, etc. També van arribar a Amèrica, per exemple a Xile.
A l'àmbit dels Països Catalans hi ha nombrosos exemples de seguidilles al País Valencià, on també té diversos noms i estils. A les comarques interiors de la província de Castelló i a la zona fronterera de l'Aragó acostumen a anar seguides d'una cota i un fandango.

## Altres
«Ser un seriguilles»: a La Marina s'usa en sentit figurat com a persona poc formal.